# Сикрест, Райан
Райан Джон Сикрест (англ. Ryan John Seacrest, род. 24 декабря 1974 года, Данвуди, Атланта, штат Джорджия) — американский теле- и радиоведущий, лауреат «Эмми», продюсер, актёр. Постоянный ведущий телевизионного шоу American Idol. Кроме этого, является ведущим нескольких программ на радио и шоу на телеканале ABC. Как актёр играл телеведущего в сериале «Беверли-Хиллз, 90210».
По словам родственников, уже с раннего детства проявлял интерес к выступлениям на публике, в школе был диктором школьного радио. Сниматься на телевидении начал с 1993 года. Наибольшую известность тем не менее получил не как актёр, а как радио- и телеведущий: в 2002 году согласился стать соведущим популярного реалити-шоу American Idol, в 2003 году — его спин-оффа American Juniors; в январе 2004 года стал ведущим программы American Top 40, а в феврале того же года — владельцем станции KIIS FM. В августе 2005 года был продюсером и соведущим телепередачи Dick Clark’s New Year’s Rockin' Eve. В январе 2006 года подписал контракт с американским телеканалом E!, согласившись вести там несколько телепередач. В том же году основал собственную компанию — Ryan Seacrest Productions.
В июле 2009 года подписал новый контракт на продолжение работы в качестве ведущего American Idol стоимостью в 45 миллионов долларов, что сделало его самым высокооплачиваемым ведущим реалити-шоу в истории; в апреле 2012 года стоимость очередного контракта составила уже только 30 миллионов.
Занимается благотворительностью. 
C апреля 2010 года по март 2013 Сикрест встречался с Джулианной Хаф, актрисой, певицей и профессиональной танцовщицей.